# Huaso (Julcán)
Huaso es una localidad peruana capital del Distrito de Huaso de la Provincia de Julcán en el Departamento de La Libertad. Se ubica aproximadamente a unos 140 kilómetros al sureste de la ciudad de Trujillo.